# Menno Vink
Menno Vink (Schijndel, 8 juli 1969) is een Nederlands voormalig wielrenner.

## Carrière
Menno Vink reed in 1991 en 1992 twee jaar in dienst van de Panasonicploeg van Peter Post maar nadat die ploeg in Histor een nieuwe, Franse hoofdsponsor kreeg was er voor Vink geen plaats meer in deze ploeg.
Vink vertrok naar de Belgische formatie van Willy Naessens waar hij in 1993 een drietal wedstrijden won en kwam daarna nog ruim drie jaar uit voor enkele kleinere ploegen als Dextro en Europolis. Na zijn actieve wielerloopbaan ging Vink aan de slag bij een wielerspeciaalzaak die hij later ook overnam.

## Overwinningen
1990
- 1e etappe Teleflex Tour

1993
- Omloop van het Waasland
- Omloop van Duin en Polder
- Grote Geteprijs te Geetbets(B)